# Should Be Higher
«Should Be Higher» és el cinquanta-dosè disc senzill del grup anglès de música electrònica Depeche Mode, el tercer de l'àlbum Delta Machine, publicat l'11 d'octubre de 2013. Fou composta per Dave Gahan i Kurt Uenala, esdevenint tot just el tercer senzill de la banda escrita per Gahan.
Es tracta d'un tema recarregat en sons sintètics i que permet al mateix Gahan mostrar tot el seu repertori vocal. Dona la sensació que està cantant en ple orgasme i que desemboca en una tornada on simplement cant a l'amor.
El videoclip de la cançó fou dirigit novament pel dissenyador Anton Corbijn, i fou estrenat el 22 d'agost de 2013. Està format per material fotogràfic dels concerts pertanyents a la gira Delta Machine Tour realitzats a les ciutats alemanyes de Berlín, Leipzig i Múnic. La cançó no aconseguí gaire ressò mediàtic i només arribà al Top 20 d'alguns països com Alemanya.
La cançó estigué present en la majoria dels concerts de la gira Delta Machine Tour, i fou interpretada de forma totalment sintètica amb Andrew Fletcher, Peter Gordeno i Martin Gore en els sintetitzadors, i només Christian Eigner en la bateria per aportar la percussió acústica.

## Llista de cançons
12": Columbia/Mute 88883 75834 1 (Regne Unit, Estats Units)
1. "Should Be Higher" (Truss Remix) − 6:21
2. "Should Be Higher" (MPIA3 Definition) − 5:52
3. "Should Be Higher" (Koen Groenveveld Massive Remix) − 6:43
4. "Should Be Higher" (Pangaea Dub Remix) − 4:09
5. "Should Be Higher" (Überzone Remix) − 4:51
6. "Should Be Higher" (DJMREX Remix) − 6:24

CD: Columbia/Mute 88883 75832 2 (Regne Unit, Estats Units)
1. "Should Be Higher" (Radio Mix) − 3:29
2. "Should Be Higher" (Little Vampire Remix Single Edit) − 3:59

CD: Columbia/Mute 88883 75833 2 (Regne Unit, Estats Units)
1. "Should Be Higher" (Jim Sclavunos from Grinderman Remix) − 4:11
2. "Should Be Higher" (Little Vampire Remix) − 5:30
3. "Should Be Higher" (MAPS Remix) − 5:42
4. "Should Be Higher" (Jim Jones Revue Remix) − 5:14
5. "Should Be Higher" (Radio Mix) − 3:29